# 斯特蘭奇山
74°58′S 113°30′W / 74.967°S 113.500°W
斯特蘭奇山（英語：Mount Strange）是南極洲的山峰，位於瑪麗伯德地，屬於科勒嶺的一部分，處於伊舍伍德山東北面7公里的西蒙斯冰川東岸，美國地質調查局根據測量和該國海軍的空中照片繪入地圖，現時由南極條約體系管理。